# 마크 매클루어
마크 매클루어(Marc McClure, 1957년 3월 31일 ~ )는 미국의 배우이다.
미국 캘리포니아주 산 마테오 출신이다.
그에게 있어 가장 주목받은 배역은 영화 슈퍼맨 시리즈의 지미 올슨 사진기자 역이라고 할 수 있다. 그는 이 역할을 영화 슈퍼맨의 첫 번째 시리즈 및 슈퍼맨 2, 슈퍼맨 3, 슈퍼맨 4에서 연기했으며, 심지어는 슈퍼걸에서도 같은 역할로 출연하였다.
또한 영화 백 투 더 퓨처 시리즈에서는 마티 맥플라이의 형인 데이브 맥플라이 역할을 하였다.
그 밖에 많은 영화에 출연을 하였으며, 여러 텔레비전 토크쇼에서 게스트로 많이 나왔다.

## 출연 작품
- 슈퍼맨 2 - 리차드 올슨 역
- 드리프트우드
- 슈퍼맨 2 - 리차드 도너 편집판
- 프로스트 VS 닉슨
- 프라운드 아메리칸